# HD 188252
HD 188252，又名BD+47 2939，SAO 48920、HR 7591，是一颗恒星，视星等为5.91，位于銀經81.81，銀緯10.51，其B1900.0坐标为赤經19h 49m 10.4s，赤緯+47° 10.51′ 25″。